# クレスナ
クレスナ（Kresna (ブルガリア語: Кресна [ˈkrɛsnɐ])）は、ブルガリア南西部の町、およびそれを中心とした基礎自治体。ブラゴエヴグラト州に属する。

## 地理
クレスナはストルマ川（Struma）のクレスナ渓谷の北端に位置しており、ピリン山脈のふもとにあたる。メロ（Melo）丘陵は特徴的な砂岩の造形である。メルニク近くにも有名な砂岩の丘がある。クレスナの古名はピリンと呼ばれていた。

## 町村
クレスナ基礎自治体（Община Кресна）には、その中心であるクレスナをはじめ以下の町村（集落）が存在している。
- Влахи
- Горна Брезница
- Долна Градешница
- Кресна

- Ощава
- Сливница
- Стара Кресна